# Telm Fernández i Janot
Telm Fernández i Janot (Barcelona 25 de gener de 1855- Barcelona, 1926) va ser un arquitecte català. Fill de Sebastià Fernàndez de Barcelona i Josefa Janot de Reus i casat amb Concepció Marrugat Castro.

## Trajectòria
Es va titular el 1879. Va desenvolupar la seva tasca a Barcelona i en l'antic municipi de Sant Gervasi de Cassoles —avui dia un barri de la Ciutat Comtal—, on va construir la façana de l'antiga Casa Consistorial (1884, destruïda el 1968).
A Barcelona va ser autor de les cases Felip, al carrer Ausiàs Marc 16-18 i 20 (1901 i 1905-1913), uns edificis entre mitgeres de planta baixa i cinc pisos cadascun, realitzats en estil modernista; es diferencien principalment en les balconades: els del nº 16-18 són de ferro i aire barroc, mentre que els del nº 20 són de pedra amb decoració de traceries de motius vegetals. Altres obres seves són: la casa Modest Andreu (C/ Alí Bey 3, 1902-1903) i l'ampliació de l'edifici de la Central Catalana d'Electricitat (avinguda de Vilanova 12 cantonada Roger de Flor 52, 1910), original de 1896-1899 de Pere Falqués.